# Họ Cá bống trắng
Họ Cá bống trắng (danh pháp khoa học: Gobiidae) là một họ cá, theo truyền thống xếp trong phân bộ Cá bống (Gobioidei) của bộ Cá vược (Perciformes). Theo định nghĩa cũ thì họ này là một họ lớn, chứa khoảng 2.000 loài cá nhỏ trong khoảng 200 chi.
Tuy nhiên, một số nghiên cứu gần đây cho thấy bộ Cá vược là không đơn ngành, và toàn bộ phân bộ Cá bống được tách ra để phục hồi lại thành bộ riêng, có quan hệ họ hàng gần với bộ Kurtiformes trong cùng nhánh Gobiaria, như thế họ Gobiidae hiện tại được xếp trong bộ Cá bống (Gobiiformes).

## Đặc điểm
Chúng là cá có vây bụng biến thành giác bám, chủ yếu sống bám vào đá ở đáy biển và phần lớn ở vùng nhiệt đới. Cá bống trắng đẻ trứng chìm dưới dáy, trong hang hốc. Cá bống đực được phân công canh giữ trứng.
Cá bống chịu được sự thay đổi nhiều của nồng độ muối trong nước, có khả năng thay đổi màu sắc phù hợp với môi trường xung quanh. Có khoảng 600 loài cá bống trắng ở các vùng biển nông nhiệt đới và ôn đới. Cá bống cũng thuộc loại cá dữ chuyên bắt ấu trùng của động vật ở tầng đáy làm thức ăn.

## Giá trị
Một số loài cá bống trắng có giá trị kinh tế vì thịt rất thơm ngon. Cá bống nước lợ là đối tượng đánh bắt quan trọng và một số loài là đối tượng nhập khẩu.

## Phân loại

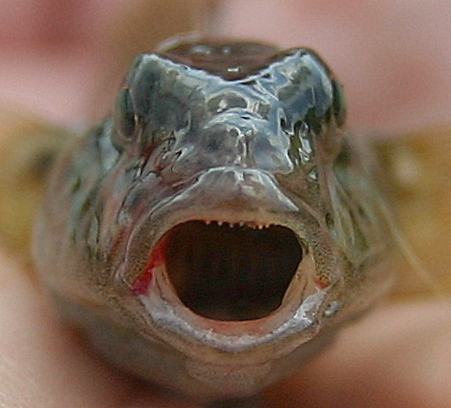
Miệng của một con cá bống

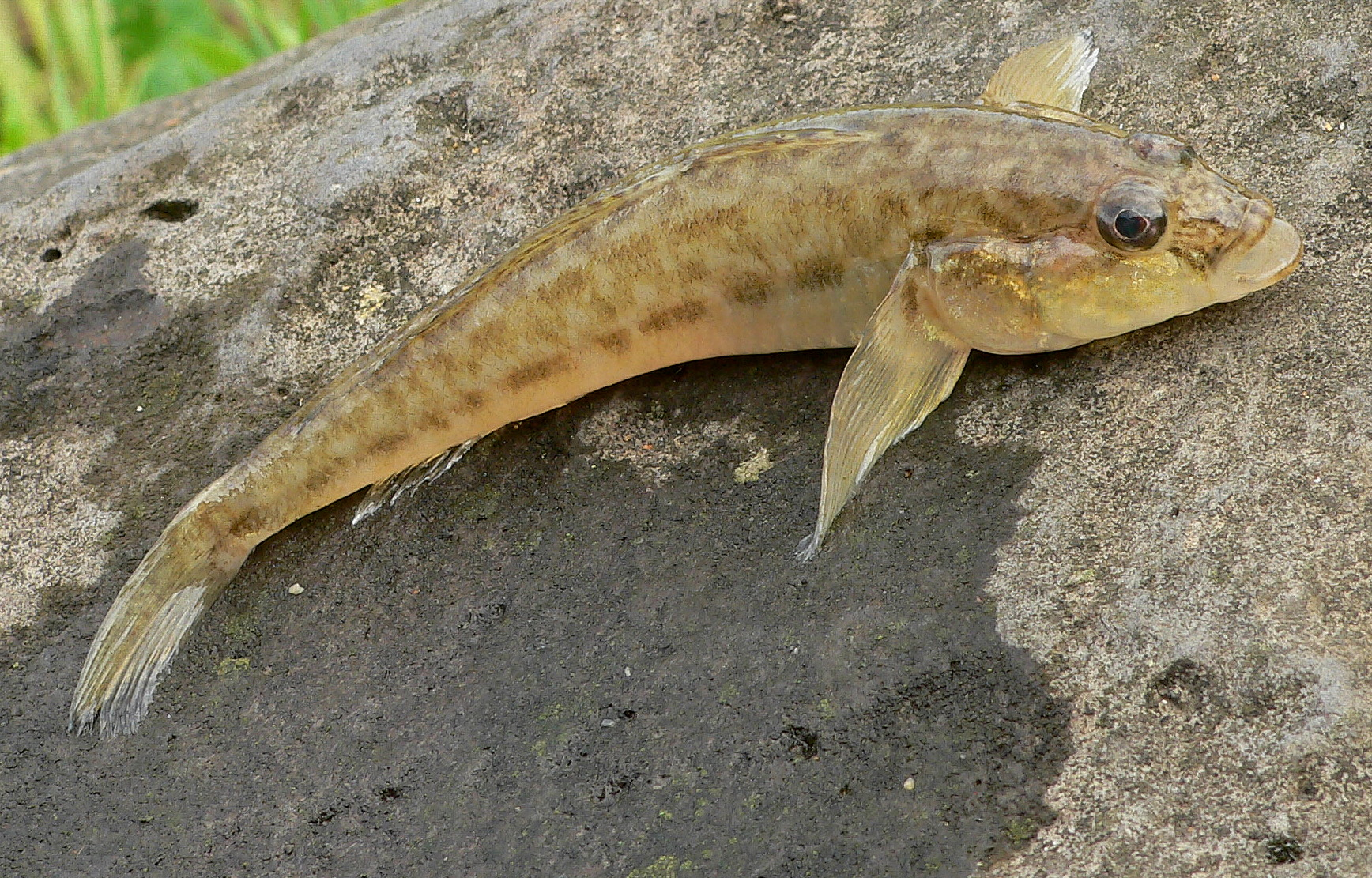
Một con cá bống

Theo truyền thống, họ này chia ra thành các phân họ như sau:
- Amblyopinae
- Gobiinae (đôi khi tách riêng Benthophilinae)
- Gobionellinae
- Oxudercinae
- Sicydiinae

Tuy nhiên, định nghĩa truyền thống của họ Gobiidae làm cho nó trở thành một nhóm không đơn ngành. Một số các kết quả nghiên cứu phát sinh chủng loài cho thấy phân họ Gobiinae (bao gồm cả Benthophilinae) - phần lõi của họ Gobiidae - nên được hợp nhất với các họ Microdesmidae, Ptereleotridae, Kraemeriidae, Schindleriidae để tạo ra họ Gobiidae nghĩa mới, đồng thời các phân họ còn lại (Gobionellinae, Amblyopinae, Oxudercinae và Sicydiinae) nên được sắp xếp lại thành họ Gobionellidae. Tuy nhiên, việc duy trì phân họ Gobionellinae trong phạm vi họ Gobionellidae không được đảm bảo, do nó không là một nhóm đơn ngành trong mối tương quan với 3 phân họ còn lại. Cụ thể, phân họ Sicydiinae lồng sâu trong nhánh Stenogobius của Gobionellinae.
Theo định nghĩa mới thì họ Gobiidae vẫn là một họ lớn, với khoảng 130 chi và trên 1.120-1.200 loài.

## Phát sinh chủng loài
|  | Kurtidae   |
|  |            |
|  | Apogonidae |
|  |            |

|  | Rhyacichthyidae |
|  |                 |
|  | Odontobutidae   |
|  |                 |

|  | Thalasseleotrididae |
|  | |
|  | \| \| Gobiidae nghĩa mới (gộp cả Kraemeriidae, Microdesmidae, Ptereleotridae, Schindleriidae) \| \| \| \| \| \| Gobionellidae \| \| \| \| |
|  | |
|  | Gobiidae nghĩa mới (gộp cả Kraemeriidae, Microdesmidae, Ptereleotridae, Schindleriidae)                                                   |
|  | |
|  | Gobionellidae |
|  | |

|  | Gobiidae nghĩa mới (gộp cả Kraemeriidae, Microdesmidae, Ptereleotridae, Schindleriidae) |
|  |                                                                                         |
|  | Gobionellidae                                                                           |
|  |                                                                                         |

|  | Thalasseleotrididae |
|  | |
|  | \| \| Gobiidae nghĩa mới (gộp cả Kraemeriidae, Microdesmidae, Ptereleotridae, Schindleriidae) \| \| \| \| \| \| Gobionellidae \| \| \| \| |
|  | |
|  | Gobiidae nghĩa mới (gộp cả Kraemeriidae, Microdesmidae, Ptereleotridae, Schindleriidae)                                                   |
|  | |
|  | Gobionellidae |
|  | |

|  | Gobiidae nghĩa mới (gộp cả Kraemeriidae, Microdesmidae, Ptereleotridae, Schindleriidae) |
|  |                                                                                         |
|  | Gobionellidae                                                                           |
|  |                                                                                         |

|  | Thalasseleotrididae |
|  | |
|  | \| \| Gobiidae nghĩa mới (gộp cả Kraemeriidae, Microdesmidae, Ptereleotridae, Schindleriidae) \| \| \| \| \| \| Gobionellidae \| \| \| \| |
|  | |
|  | Gobiidae nghĩa mới (gộp cả Kraemeriidae, Microdesmidae, Ptereleotridae, Schindleriidae)                                                   |
|  | |
|  | Gobionellidae |
|  | |

|  | Gobiidae nghĩa mới (gộp cả Kraemeriidae, Microdesmidae, Ptereleotridae, Schindleriidae) |
|  |                                                                                         |
|  | Gobionellidae                                                                           |
|  |                                                                                         |

|  | Thalasseleotrididae |
|  | |
|  | \| \| Gobiidae nghĩa mới (gộp cả Kraemeriidae, Microdesmidae, Ptereleotridae, Schindleriidae) \| \| \| \| \| \| Gobionellidae \| \| \| \| |
|  | |
|  | Gobiidae nghĩa mới (gộp cả Kraemeriidae, Microdesmidae, Ptereleotridae, Schindleriidae)                                                   |
|  | |
|  | Gobionellidae |
|  | |

|  | Gobiidae nghĩa mới (gộp cả Kraemeriidae, Microdesmidae, Ptereleotridae, Schindleriidae) |
|  |                                                                                         |
|  | Gobionellidae                                                                           |
|  |                                                                                         |

|  | Thalasseleotrididae |
|  | |
|  | \| \| Gobiidae nghĩa mới (gộp cả Kraemeriidae, Microdesmidae, Ptereleotridae, Schindleriidae) \| \| \| \| \| \| Gobionellidae \| \| \| \| |
|  | |
|  | Gobiidae nghĩa mới (gộp cả Kraemeriidae, Microdesmidae, Ptereleotridae, Schindleriidae)                                                   |
|  | |
|  | Gobionellidae |
|  | |

|  | Gobiidae nghĩa mới (gộp cả Kraemeriidae, Microdesmidae, Ptereleotridae, Schindleriidae) |
|  |                                                                                         |
|  | Gobionellidae                                                                           |
|  |                                                                                         |

|  | Thalasseleotrididae |
|  | |
|  | \| \| Gobiidae nghĩa mới (gộp cả Kraemeriidae, Microdesmidae, Ptereleotridae, Schindleriidae) \| \| \| \| \| \| Gobionellidae \| \| \| \| |
|  | |
|  | Gobiidae nghĩa mới (gộp cả Kraemeriidae, Microdesmidae, Ptereleotridae, Schindleriidae)                                                   |
|  | |
|  | Gobionellidae |
|  | |

|  | Gobiidae nghĩa mới (gộp cả Kraemeriidae, Microdesmidae, Ptereleotridae, Schindleriidae) |
|  |                                                                                         |
|  | Gobionellidae                                                                           |
|  |                                                                                         |

|  | Thalasseleotrididae |
|  | |
|  | \| \| Gobiidae nghĩa mới (gộp cả Kraemeriidae, Microdesmidae, Ptereleotridae, Schindleriidae) \| \| \| \| \| \| Gobionellidae \| \| \| \| |
|  | |
|  | Gobiidae nghĩa mới (gộp cả Kraemeriidae, Microdesmidae, Ptereleotridae, Schindleriidae)                                                   |
|  | |
|  | Gobionellidae |
|  | |

|  | Gobiidae nghĩa mới (gộp cả Kraemeriidae, Microdesmidae, Ptereleotridae, Schindleriidae) |
|  |                                                                                         |
|  | Gobionellidae                                                                           |
|  |                                                                                         |

|  | Thalasseleotrididae |
|  | |
|  | \| \| Gobiidae nghĩa mới (gộp cả Kraemeriidae, Microdesmidae, Ptereleotridae, Schindleriidae) \| \| \| \| \| \| Gobionellidae \| \| \| \| |
|  | |
|  | Gobiidae nghĩa mới (gộp cả Kraemeriidae, Microdesmidae, Ptereleotridae, Schindleriidae)                                                   |
|  | |
|  | Gobionellidae |
|  | |

|  | Gobiidae nghĩa mới (gộp cả Kraemeriidae, Microdesmidae, Ptereleotridae, Schindleriidae) |
|  |                                                                                         |
|  | Gobionellidae                                                                           |
|  |                                                                                         |

|  | Rhyacichthyidae |
|  |                 |
|  | Odontobutidae   |
|  |                 |

|  | Thalasseleotrididae |
|  | |
|  | \| \| Gobiidae nghĩa mới (gộp cả Kraemeriidae, Microdesmidae, Ptereleotridae, Schindleriidae) \| \| \| \| \| \| Gobionellidae \| \| \| \| |
|  | |
|  | Gobiidae nghĩa mới (gộp cả Kraemeriidae, Microdesmidae, Ptereleotridae, Schindleriidae)                                                   |
|  | |
|  | Gobionellidae |
|  | |

|  | Gobiidae nghĩa mới (gộp cả Kraemeriidae, Microdesmidae, Ptereleotridae, Schindleriidae) |
|  |                                                                                         |
|  | Gobionellidae                                                                           |
|  |                                                                                         |

|  | Thalasseleotrididae |
|  | |
|  | \| \| Gobiidae nghĩa mới (gộp cả Kraemeriidae, Microdesmidae, Ptereleotridae, Schindleriidae) \| \| \| \| \| \| Gobionellidae \| \| \| \| |
|  | |
|  | Gobiidae nghĩa mới (gộp cả Kraemeriidae, Microdesmidae, Ptereleotridae, Schindleriidae)                                                   |
|  | |
|  | Gobionellidae |
|  | |

|  | Gobiidae nghĩa mới (gộp cả Kraemeriidae, Microdesmidae, Ptereleotridae, Schindleriidae) |
|  |                                                                                         |
|  | Gobionellidae                                                                           |
|  |                                                                                         |

|  | Thalasseleotrididae |
|  | |
|  | \| \| Gobiidae nghĩa mới (gộp cả Kraemeriidae, Microdesmidae, Ptereleotridae, Schindleriidae) \| \| \| \| \| \| Gobionellidae \| \| \| \| |
|  | |
|  | Gobiidae nghĩa mới (gộp cả Kraemeriidae, Microdesmidae, Ptereleotridae, Schindleriidae)                                                   |
|  | |
|  | Gobionellidae |
|  | |

|  | Gobiidae nghĩa mới (gộp cả Kraemeriidae, Microdesmidae, Ptereleotridae, Schindleriidae) |
|  |                                                                                         |
|  | Gobionellidae                                                                           |
|  |                                                                                         |

|  | Thalasseleotrididae |
|  | |
|  | \| \| Gobiidae nghĩa mới (gộp cả Kraemeriidae, Microdesmidae, Ptereleotridae, Schindleriidae) \| \| \| \| \| \| Gobionellidae \| \| \| \| |
|  | |
|  | Gobiidae nghĩa mới (gộp cả Kraemeriidae, Microdesmidae, Ptereleotridae, Schindleriidae)                                                   |
|  | |
|  | Gobionellidae |
|  | |

|  | Gobiidae nghĩa mới (gộp cả Kraemeriidae, Microdesmidae, Ptereleotridae, Schindleriidae) |
|  |                                                                                         |
|  | Gobionellidae                                                                           |
|  |                                                                                         |

|  | Thalasseleotrididae |
|  | |
|  | \| \| Gobiidae nghĩa mới (gộp cả Kraemeriidae, Microdesmidae, Ptereleotridae, Schindleriidae) \| \| \| \| \| \| Gobionellidae \| \| \| \| |
|  | |
|  | Gobiidae nghĩa mới (gộp cả Kraemeriidae, Microdesmidae, Ptereleotridae, Schindleriidae)                                                   |
|  | |
|  | Gobionellidae |
|  | |

|  | Gobiidae nghĩa mới (gộp cả Kraemeriidae, Microdesmidae, Ptereleotridae, Schindleriidae) |
|  |                                                                                         |
|  | Gobionellidae                                                                           |
|  |                                                                                         |

|  | Thalasseleotrididae |
|  | |
|  | \| \| Gobiidae nghĩa mới (gộp cả Kraemeriidae, Microdesmidae, Ptereleotridae, Schindleriidae) \| \| \| \| \| \| Gobionellidae \| \| \| \| |
|  | |
|  | Gobiidae nghĩa mới (gộp cả Kraemeriidae, Microdesmidae, Ptereleotridae, Schindleriidae)                                                   |
|  | |
|  | Gobionellidae |
|  | |

|  | Gobiidae nghĩa mới (gộp cả Kraemeriidae, Microdesmidae, Ptereleotridae, Schindleriidae) |
|  |                                                                                         |
|  | Gobionellidae                                                                           |
|  |                                                                                         |

|  | Thalasseleotrididae |
|  | |
|  | \| \| Gobiidae nghĩa mới (gộp cả Kraemeriidae, Microdesmidae, Ptereleotridae, Schindleriidae) \| \| \| \| \| \| Gobionellidae \| \| \| \| |
|  | |
|  | Gobiidae nghĩa mới (gộp cả Kraemeriidae, Microdesmidae, Ptereleotridae, Schindleriidae)                                                   |
|  | |
|  | Gobionellidae |
|  | |

|  | Gobiidae nghĩa mới (gộp cả Kraemeriidae, Microdesmidae, Ptereleotridae, Schindleriidae) |
|  |                                                                                         |
|  | Gobionellidae                                                                           |
|  |                                                                                         |

|  | Thalasseleotrididae |
|  | |
|  | \| \| Gobiidae nghĩa mới (gộp cả Kraemeriidae, Microdesmidae, Ptereleotridae, Schindleriidae) \| \| \| \| \| \| Gobionellidae \| \| \| \| |
|  | |
|  | Gobiidae nghĩa mới (gộp cả Kraemeriidae, Microdesmidae, Ptereleotridae, Schindleriidae)                                                   |
|  | |
|  | Gobionellidae |
|  | |

|  | Gobiidae nghĩa mới (gộp cả Kraemeriidae, Microdesmidae, Ptereleotridae, Schindleriidae) |
|  |                                                                                         |
|  | Gobionellidae                                                                           |
|  |                                                                                         |

|  | Kurtidae   |
|  |            |
|  | Apogonidae |
|  |            |

|  | Rhyacichthyidae |
|  |                 |
|  | Odontobutidae   |
|  |                 |

|  | Thalasseleotrididae |
|  | |
|  | \| \| Gobiidae nghĩa mới (gộp cả Kraemeriidae, Microdesmidae, Ptereleotridae, Schindleriidae) \| \| \| \| \| \| Gobionellidae \| \| \| \| |
|  | |
|  | Gobiidae nghĩa mới (gộp cả Kraemeriidae, Microdesmidae, Ptereleotridae, Schindleriidae)                                                   |
|  | |
|  | Gobionellidae |
|  | |

|  | Gobiidae nghĩa mới (gộp cả Kraemeriidae, Microdesmidae, Ptereleotridae, Schindleriidae) |
|  |                                                                                         |
|  | Gobionellidae                                                                           |
|  |                                                                                         |

|  | Thalasseleotrididae |
|  | |
|  | \| \| Gobiidae nghĩa mới (gộp cả Kraemeriidae, Microdesmidae, Ptereleotridae, Schindleriidae) \| \| \| \| \| \| Gobionellidae \| \| \| \| |
|  | |
|  | Gobiidae nghĩa mới (gộp cả Kraemeriidae, Microdesmidae, Ptereleotridae, Schindleriidae)                                                   |
|  | |
|  | Gobionellidae |
|  | |

|  | Gobiidae nghĩa mới (gộp cả Kraemeriidae, Microdesmidae, Ptereleotridae, Schindleriidae) |
|  |                                                                                         |
|  | Gobionellidae                                                                           |
|  |                                                                                         |

|  | Thalasseleotrididae |
|  | |
|  | \| \| Gobiidae nghĩa mới (gộp cả Kraemeriidae, Microdesmidae, Ptereleotridae, Schindleriidae) \| \| \| \| \| \| Gobionellidae \| \| \| \| |
|  | |
|  | Gobiidae nghĩa mới (gộp cả Kraemeriidae, Microdesmidae, Ptereleotridae, Schindleriidae)                                                   |
|  | |
|  | Gobionellidae |
|  | |

|  | Gobiidae nghĩa mới (gộp cả Kraemeriidae, Microdesmidae, Ptereleotridae, Schindleriidae) |
|  |                                                                                         |
|  | Gobionellidae                                                                           |
|  |                                                                                         |

|  | Thalasseleotrididae |
|  | |
|  | \| \| Gobiidae nghĩa mới (gộp cả Kraemeriidae, Microdesmidae, Ptereleotridae, Schindleriidae) \| \| \| \| \| \| Gobionellidae \| \| \| \| |
|  | |
|  | Gobiidae nghĩa mới (gộp cả Kraemeriidae, Microdesmidae, Ptereleotridae, Schindleriidae)                                                   |
|  | |
|  | Gobionellidae |
|  | |

|  | Gobiidae nghĩa mới (gộp cả Kraemeriidae, Microdesmidae, Ptereleotridae, Schindleriidae) |
|  |                                                                                         |
|  | Gobionellidae                                                                           |
|  |                                                                                         |

|  | Thalasseleotrididae |
|  | |
|  | \| \| Gobiidae nghĩa mới (gộp cả Kraemeriidae, Microdesmidae, Ptereleotridae, Schindleriidae) \| \| \| \| \| \| Gobionellidae \| \| \| \| |
|  | |
|  | Gobiidae nghĩa mới (gộp cả Kraemeriidae, Microdesmidae, Ptereleotridae, Schindleriidae)                                                   |
|  | |
|  | Gobionellidae |
|  | |

|  | Gobiidae nghĩa mới (gộp cả Kraemeriidae, Microdesmidae, Ptereleotridae, Schindleriidae) |
|  |                                                                                         |
|  | Gobionellidae                                                                           |
|  |                                                                                         |

|  | Thalasseleotrididae |
|  | |
|  | \| \| Gobiidae nghĩa mới (gộp cả Kraemeriidae, Microdesmidae, Ptereleotridae, Schindleriidae) \| \| \| \| \| \| Gobionellidae \| \| \| \| |
|  | |
|  | Gobiidae nghĩa mới (gộp cả Kraemeriidae, Microdesmidae, Ptereleotridae, Schindleriidae)                                                   |
|  | |
|  | Gobionellidae |
|  | |

|  | Gobiidae nghĩa mới (gộp cả Kraemeriidae, Microdesmidae, Ptereleotridae, Schindleriidae) |
|  |                                                                                         |
|  | Gobionellidae                                                                           |
|  |                                                                                         |

|  | Thalasseleotrididae |
|  | |
|  | \| \| Gobiidae nghĩa mới (gộp cả Kraemeriidae, Microdesmidae, Ptereleotridae, Schindleriidae) \| \| \| \| \| \| Gobionellidae \| \| \| \| |
|  | |
|  | Gobiidae nghĩa mới (gộp cả Kraemeriidae, Microdesmidae, Ptereleotridae, Schindleriidae)                                                   |
|  | |
|  | Gobionellidae |
|  | |

|  | Gobiidae nghĩa mới (gộp cả Kraemeriidae, Microdesmidae, Ptereleotridae, Schindleriidae) |
|  |                                                                                         |
|  | Gobionellidae                                                                           |
|  |                                                                                         |

|  | Thalasseleotrididae |
|  | |
|  | \| \| Gobiidae nghĩa mới (gộp cả Kraemeriidae, Microdesmidae, Ptereleotridae, Schindleriidae) \| \| \| \| \| \| Gobionellidae \| \| \| \| |
|  | |
|  | Gobiidae nghĩa mới (gộp cả Kraemeriidae, Microdesmidae, Ptereleotridae, Schindleriidae)                                                   |
|  | |
|  | Gobionellidae |
|  | |

|  | Gobiidae nghĩa mới (gộp cả Kraemeriidae, Microdesmidae, Ptereleotridae, Schindleriidae) |
|  |                                                                                         |
|  | Gobionellidae                                                                           |
|  |                                                                                         |

|  | Rhyacichthyidae |
|  |                 |
|  | Odontobutidae   |
|  |                 |

|  | Thalasseleotrididae |
|  | |
|  | \| \| Gobiidae nghĩa mới (gộp cả Kraemeriidae, Microdesmidae, Ptereleotridae, Schindleriidae) \| \| \| \| \| \| Gobionellidae \| \| \| \| |
|  | |
|  | Gobiidae nghĩa mới (gộp cả Kraemeriidae, Microdesmidae, Ptereleotridae, Schindleriidae)                                                   |
|  | |
|  | Gobionellidae |
|  | |

|  | Gobiidae nghĩa mới (gộp cả Kraemeriidae, Microdesmidae, Ptereleotridae, Schindleriidae) |
|  |                                                                                         |
|  | Gobionellidae                                                                           |
|  |                                                                                         |

|  | Thalasseleotrididae |
|  | |
|  | \| \| Gobiidae nghĩa mới (gộp cả Kraemeriidae, Microdesmidae, Ptereleotridae, Schindleriidae) \| \| \| \| \| \| Gobionellidae \| \| \| \| |
|  | |
|  | Gobiidae nghĩa mới (gộp cả Kraemeriidae, Microdesmidae, Ptereleotridae, Schindleriidae)                                                   |
|  | |
|  | Gobionellidae |
|  | |

|  | Gobiidae nghĩa mới (gộp cả Kraemeriidae, Microdesmidae, Ptereleotridae, Schindleriidae) |
|  |                                                                                         |
|  | Gobionellidae                                                                           |
|  |                                                                                         |

|  | Thalasseleotrididae |
|  | |
|  | \| \| Gobiidae nghĩa mới (gộp cả Kraemeriidae, Microdesmidae, Ptereleotridae, Schindleriidae) \| \| \| \| \| \| Gobionellidae \| \| \| \| |
|  | |
|  | Gobiidae nghĩa mới (gộp cả Kraemeriidae, Microdesmidae, Ptereleotridae, Schindleriidae)                                                   |
|  | |
|  | Gobionellidae |
|  | |

|  | Gobiidae nghĩa mới (gộp cả Kraemeriidae, Microdesmidae, Ptereleotridae, Schindleriidae) |
|  |                                                                                         |
|  | Gobionellidae                                                                           |
|  |                                                                                         |

|  | Thalasseleotrididae |
|  | |
|  | \| \| Gobiidae nghĩa mới (gộp cả Kraemeriidae, Microdesmidae, Ptereleotridae, Schindleriidae) \| \| \| \| \| \| Gobionellidae \| \| \| \| |
|  | |
|  | Gobiidae nghĩa mới (gộp cả Kraemeriidae, Microdesmidae, Ptereleotridae, Schindleriidae)                                                   |
|  | |
|  | Gobionellidae |
|  | |

|  | Gobiidae nghĩa mới (gộp cả Kraemeriidae, Microdesmidae, Ptereleotridae, Schindleriidae) |
|  |                                                                                         |
|  | Gobionellidae                                                                           |
|  |                                                                                         |

|  | Thalasseleotrididae |
|  | |
|  | \| \| Gobiidae nghĩa mới (gộp cả Kraemeriidae, Microdesmidae, Ptereleotridae, Schindleriidae) \| \| \| \| \| \| Gobionellidae \| \| \| \| |
|  | |
|  | Gobiidae nghĩa mới (gộp cả Kraemeriidae, Microdesmidae, Ptereleotridae, Schindleriidae)                                                   |
|  | |
|  | Gobionellidae |
|  | |

|  | Gobiidae nghĩa mới (gộp cả Kraemeriidae, Microdesmidae, Ptereleotridae, Schindleriidae) |
|  |                                                                                         |
|  | Gobionellidae                                                                           |
|  |                                                                                         |

|  | Thalasseleotrididae |
|  | |
|  | \| \| Gobiidae nghĩa mới (gộp cả Kraemeriidae, Microdesmidae, Ptereleotridae, Schindleriidae) \| \| \| \| \| \| Gobionellidae \| \| \| \| |
|  | |
|  | Gobiidae nghĩa mới (gộp cả Kraemeriidae, Microdesmidae, Ptereleotridae, Schindleriidae)                                                   |
|  | |
|  | Gobionellidae |
|  | |

|  | Gobiidae nghĩa mới (gộp cả Kraemeriidae, Microdesmidae, Ptereleotridae, Schindleriidae) |
|  |                                                                                         |
|  | Gobionellidae                                                                           |
|  |                                                                                         |

|  | Thalasseleotrididae |
|  | |
|  | \| \| Gobiidae nghĩa mới (gộp cả Kraemeriidae, Microdesmidae, Ptereleotridae, Schindleriidae) \| \| \| \| \| \| Gobionellidae \| \| \| \| |
|  | |
|  | Gobiidae nghĩa mới (gộp cả Kraemeriidae, Microdesmidae, Ptereleotridae, Schindleriidae)                                                   |
|  | |
|  | Gobionellidae |
|  | |

|  | Gobiidae nghĩa mới (gộp cả Kraemeriidae, Microdesmidae, Ptereleotridae, Schindleriidae) |
|  |                                                                                         |
|  | Gobionellidae                                                                           |
|  |                                                                                         |

|  | Thalasseleotrididae |
|  | |
|  | \| \| Gobiidae nghĩa mới (gộp cả Kraemeriidae, Microdesmidae, Ptereleotridae, Schindleriidae) \| \| \| \| \| \| Gobionellidae \| \| \| \| |
|  | |
|  | Gobiidae nghĩa mới (gộp cả Kraemeriidae, Microdesmidae, Ptereleotridae, Schindleriidae)                                                   |
|  | |
|  | Gobionellidae |
|  | |

|  | Gobiidae nghĩa mới (gộp cả Kraemeriidae, Microdesmidae, Ptereleotridae, Schindleriidae) |
|  |                                                                                         |
|  | Gobionellidae                                                                           |
|  |                                                                                         |